# Venthon
Venthon ist eine französische Gemeinde mit 607 Einwohnern (Stand 1. Januar 2022) im Département Savoie in der Region Auvergne-Rhône-Alpes. Sie gehört zum Kanton Ugine im Arrondissement Albertville.

## Geographie

### Lage
Venthon liegt auf 520 m, etwa 3 km nördlich von Albertville, 41 Kilometer ostnordöstlich der Präfektur Chambéry und 61 Kilometer südsüdöstlich der Stadt Genf (Luftlinie). Das Dorf erstreckt sich auf einer Talflanke am linken Ufer des Arly. Nachbargemeinden von Venthon sind Césarches im Norden, Queige im Nordosten, Albertville im Süden und Pallud im Westen.

### Topographie
Das Gemeindegebiet von Venthon hat eine Fläche von 2,50 km² und gehört zum Beaufortain, ein sich südwestlich an die Mont-Blanc-Gruppe anschließendes Gebirgsmassiv. Es umfasst einen einzelnen, nach Nordwesten gerichteten Hang in der Flanke des 2041 m hohen Berges La Roche Pourrie und erreicht in dieser Flanke mit 1382 m seine höchste Erhebung. An seinem Fuß liegt die Mündung des Doron in den Arly. Die beiden Flüsse bilden auf 1200 m, bzw. 800 m die Gemeindegrenze und entwässern das Gemeindegebiet. Letzteres ist zu 73 % mit Bäumen bewachsen und zu 24,5 % bebaut. Das Siedlungsgebiet beschränkt sich auf eine fruchtbare und größtenteils ebene Talschulter etwa 100 m oberhalb der beiden Flüsse, die an dieser Stelle enge und von Venthon aus nicht zugängliche Schluchten bilden.

## Geschichte
Ab dem Mittelalter existierte in Venthon eine Pfarrei, die 1170 und 1226 als Ecclesia de Venthone erstmals erwähnt wurde. Parallel dazu erschien 1184 der Name Ventzon. Die Pfarrei umfasste auch das Nachbardorf Césarches, das erst 1789 nach einer sich über Jahrhunderte hinwegziehenden Auseinandersetzung zur eigenständigen Pfarrei erhoben wurde.
Während der Industrialisierung entstand 1889 ein kleines Kraftwerk an der Mündung des Doron, das in modernisierter Form zusammen mit einem Umspannwerk noch heute besteht und zur EDF gehört. Mit dem Kraftwerk entstand zu Anfang des 20. Jahrhunderts ein kleines Industriegebiet auf einer Freifläche zwischen dem Arly und dem Steilhang von Venthon. Darunter befand sich eine elektrochemische Fabrik zur Herstellung von Aluminium. Die Überreste der Industrieanlagen wurden in den Jahren 1994–2003 abgerissen.

## Sehenswürdigkeiten
Die heutige Dorfkirche Saint-Christophe von Venthon ersetzte einen mittelalterlichen Vorgängerbau und wurde 1728 geweiht.

## Bevölkerung
| Jahr                       | 1962 | 1968 | 1975 | 1982 | 1990 | 1999 | 2006 | 2011 |
| Einwohner                  | 463  | 488  | 501  | 559  | 587  | 584  | 626  | 591  |
| Quellen: Cassini und INSEE |      |      |      |      |      |      |      |      |

Mit 607 Einwohnern (Stand 1. Januar 2022) gehört Venthon zu den kleinen Gemeinden des Département Savoie. Nachdem die Einwohnerzahl während des 19. und 20. Jahrhunderts stabil bei knapp 300 Einwohnern gelegen hatte, setzte in den 1950er Jahren eine sprunghafte Bevölkerungszunahme ein. Diese ist auf die Urbanisierung von Albertville zurückzuführen, die Venthon zu einer Siedlung aus vorwiegend Einfamilienhäusern anwachsen ließ. Die Ortsbewohner von Venthon heißen auf Französisch Venthonais(es).

## Wirtschaft und Infrastruktur
Venthon war bis weit ins 20. Jahrhundert hinein ein vorwiegend durch die Landwirtschaft geprägtes Dorf. Daneben gibt es heute einige Betriebe des lokalen Kleingewerbes. Mittlerweile hat sich das Dorf auch zu einer Wohngemeinde entwickelt. Viele Erwerbstätige sind Wegpendler, die in den größeren Ortschaften der Umgebung, vor allem im Raum Albertville, ihrer Arbeit nachgehen.
Durch die Ortschaft führt die Departementsstraße D925, die von Albertville aus die Zufahrt zu den Dörfern des Beaufortain ermöglicht. In Albertville bestehen Anschlussmöglichkeiten an die regionale Infrastruktur im Isère-Tal, nämlich an die Autobahn A430 und die Bahnstrecke Saint-Pierre-d’Albigny–Bourg-Saint-Maurice. Als Flughäfen in der Region kommen Chambéry-Savoie (Entfernung 65 km) und Genf (95 km) in Frage.
In Venthon befindet sich eine Grundschule (école primaire).

## Gemeindepartnerschaft
Venthon pflegt seit 1994 eine Gemeindepartnerschaft mit Gouesnach in der Bretagne.